# Иваново (Благоевградская область)
Иваново (болг. Иваново) — село в Благоевградской области Болгарии. Входит в состав общины Петрич. Находится примерно в 17 км к северо-западу от центра города Петрич и примерно в 54 км к югу от центра города Благоевград. По данным переписи населения 2011 года, в селе  проживало 3 человека, преобладающая национальность — болгары.

## Население
| Год     | 1934 | 1946 | 1956 | 1965 | 1975 | 1985 | 1992 | 2001 | 2011 |
| ------- | ---- | ---- | ---- | ---- | ---- | ---- | ---- | ---- | ---- |
| Жителей | 218  | 252  | 307  | 111  | 36   | 21   | 13   | 9    | 3    |

|  |